# Castle Bank & Trust (Bahamas)
Die Castle Bank & Trust war eine Bank auf den Bahamas, die allgemein für ihre zweifelhaften Geschäfte und Geschäftskontakte bekannt wurde.

## Geschichte
Die Bank wurde in den 1960er Jahren von Paul Helliwell und Burton Kanter gegründet. Sie wurde bald mit Steuerhinterziehung, Geldwäsche, Drogengeschäften etc. in Verbindung gebracht.
Offenbar benutzte auch der US-amerikanische Geheimdienst CIA die Bank zur Finanzierung von Operationen, z. B. für Operationen gegen Kuba und Fidel Castro; die Andros Island der Bahamas galten als eine Ausgangsbasis für Anti-Castro-Aktivitäten.
Die Bank hatte zahlreiche Kunden von wohlhabenden Geschäftsleuten; Prominente bis hin zu Mobstern und Gangstern.
In den frühen 1970er Jahren startet die US-amerikanische Steuerbehörde IRS eine Untersuchung unter dem Namen „Operation Tradewinds“ gegen die Bank. Der IRS gelang es eine Liste mit Bankkunden zu fotografieren, als eine Führungskraft der Bank in Miami mit einem Agenten der IRS dinierte. Dieser Erfolg motivierte die IRS zu weiteren Nachforschungen unter dem Codenamen „Project Haven“ gegen Personen, welche auf der Liste identifiziert werden konnten.
Diese Untersuchungen wurden auf Grund der Einflussnahme der CIA allerdings später eingestellt. 1977 brach die Bank zusammen. Auf diese Weise verloren u. a. John Fogerty und andere Mitglieder der Musikgruppe Creedence Clearwater Revival erhebliche Teile ihres Vermögens. Auch Prominente wie Tony Curtis und Hugh Hefner waren davon betroffen; Mobster wie Moe Dalitz, Morris Kleinman und Samuel A. Tucker mussten auf ihre Einlagen verzichten. Die CIA wechselte für ihre Aktivitäten zur Nugan Hand Bank.